# Prasinocyma oxycentra
Prasinocyma oxycentra är en fjärilsart som beskrevs av Edward Meyrick 1888. Prasinocyma oxycentra ingår i släktet Prasinocyma och familjen mätare. Inga underarter finns listade i Catalogue of Life.